# Kapelle St. Jakobus (Oberwilzingen)

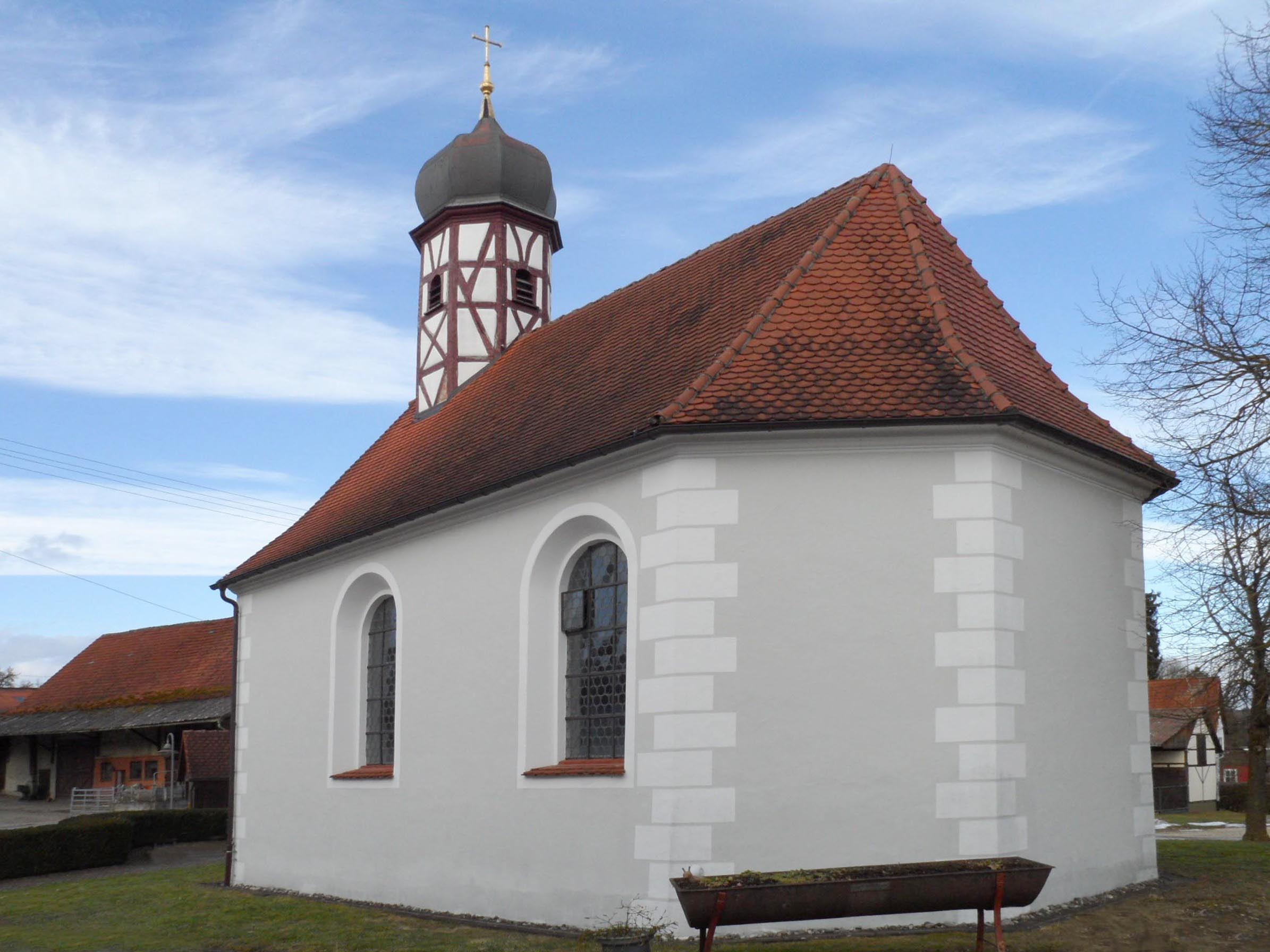
St. Jakobus, Chorseite

Die Kapelle St. Jakobus in Oberwilzingen bei Hayingen, einer Kleinstadt im Landkreis Reutlingen in Baden-Württemberg, ist eine barocke, römisch-katholische Kapelle, die Jakobus dem Älteren geweiht ist.

## Geschichte

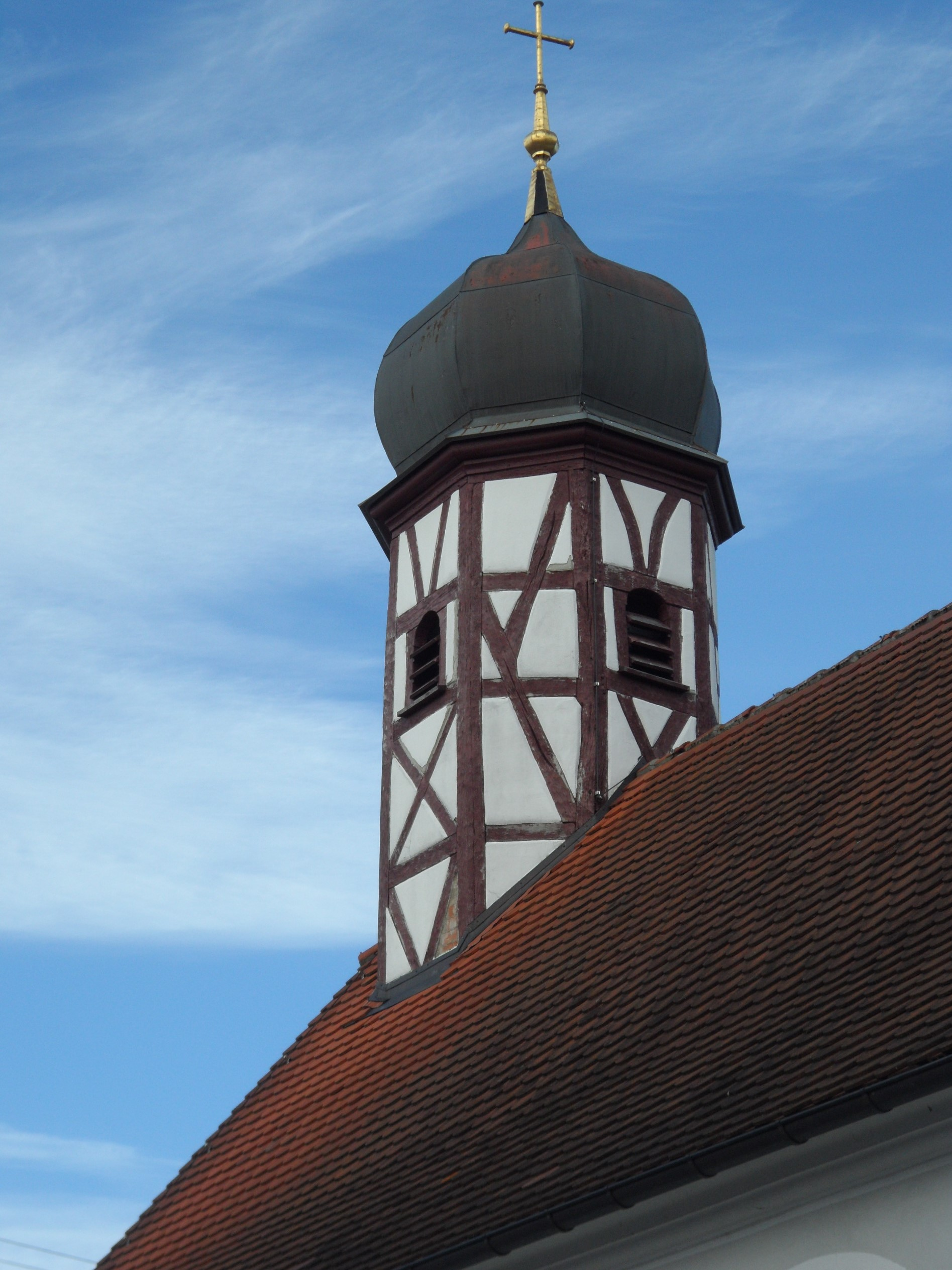
Achteckiger Fachwerkturm

Wann die erste Kapelle am heutigen Kapellenplatz erbaut wurde, ist nicht bekannt. In einem Schriftstück des Klosters Zwiefalten wird aber mitgeteilt, dass am 9. September 1385 eine kleine Kapelle durch den Generalvikar von Konstanz geweiht wurde, nachdem eine zerfallene Kapelle an selber Stelle wieder aufgebaut worden war.
Am 12. Juni 1736 wurde eine neue, wesentlich größere Kapelle (12,5 × 8,1 Meter) am selben Standort durch den 97. Bischof von Konstanz geweiht – zu Ehren des St. Jakobus, des St. Blasius und des St. Nikolaus. Es sollen Pilger beteiligt gewesen sein, die zum Grab des Heiligen Jakobus in Santiago de Compostela nach Spanien unterwegs waren.
Diese Kapelle von 1736 wurde wohl vom Kloster Zwiefalten erbaut und ist nach mehreren Renovierungen bis heute als Oberwilzinger Jakobus-Kapelle in Gebrauch. Seit 1811 (nach Auflösung des Klosters Zwiefalten) ist die Kapelle im Besitz der Katholischen Kirchengemeinde Hayingen, die heute zum Dekanat Reutlingen-Zwiefalten gehört.

## Bauweise
Wie die 1776 vom Kloster Zwiefalten (Pater Placidus Wescher) angefertigten Feldflurkarten von Oberwilzingen zeigen, wurde die Kapelle 1736 ohne Glockenturm erbaut, hatte aber wohl einen Dachreiter mit einer kleinen Glocke. Wann der heutige Glockenturm auf dem Kapellendach hinzugefügt wurde, ist nicht bekannt. Es ist anzunehmen, dass der achteckige Fachwerkturm zunächst nicht verputzt war. Ein Foto von etwa 1925 zeigt den Turm dann verputzt, während die Fachwerkbalken seit 1978 wieder freigelegt sind und das Besondere der Kapelle vermitteln.
Die Abstützung des Kapellenturms mit seinem zwiebelförmigen Helm aus Kupferblech, mit Turmkreuz, Turmuhr, vier Schallläden und zwei Glocken hat eine interessante Besonderheit. Zum einen stützt sich nämlich dieser Dachturm in Höhe des Kapellen-Dachbodens auf eine Schulter der gemauerten Kapellenwand. Zum anderen steht er auf zwei schlanken Holz-Säulen, die sich im Inneren der Kapelle vom Fußboden, durch die Empore und schließlich bis zum Kapellen-Dachboden erstrecken. Wer die Kapelle betritt, geht nach vier Schritten zwischen diesen zwei verzierten Turmtragsäulen hindurch.

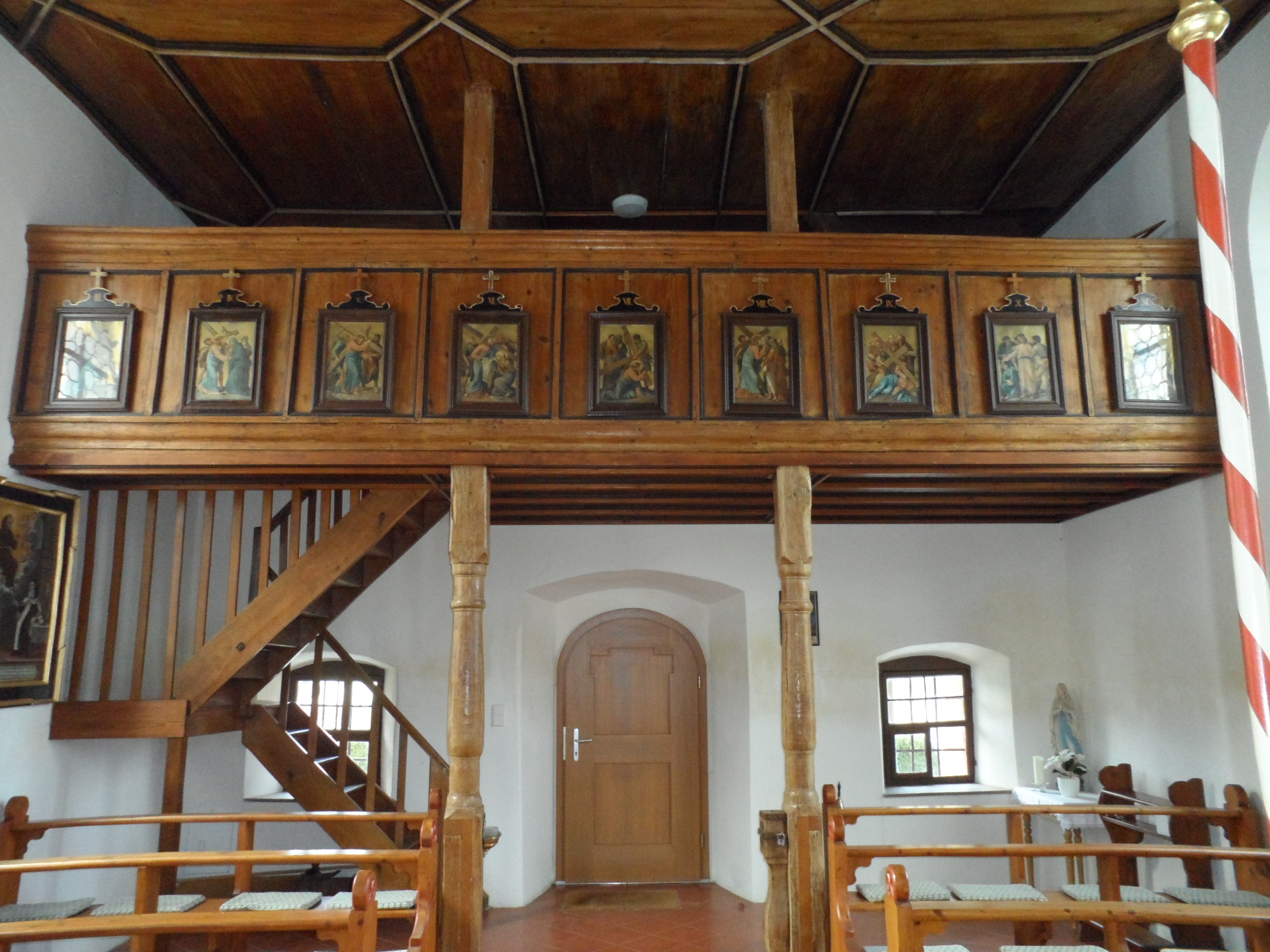
Blick auf Empore und die zwei Turmtragsäulen

## Veränderungen in neuerer Zeit

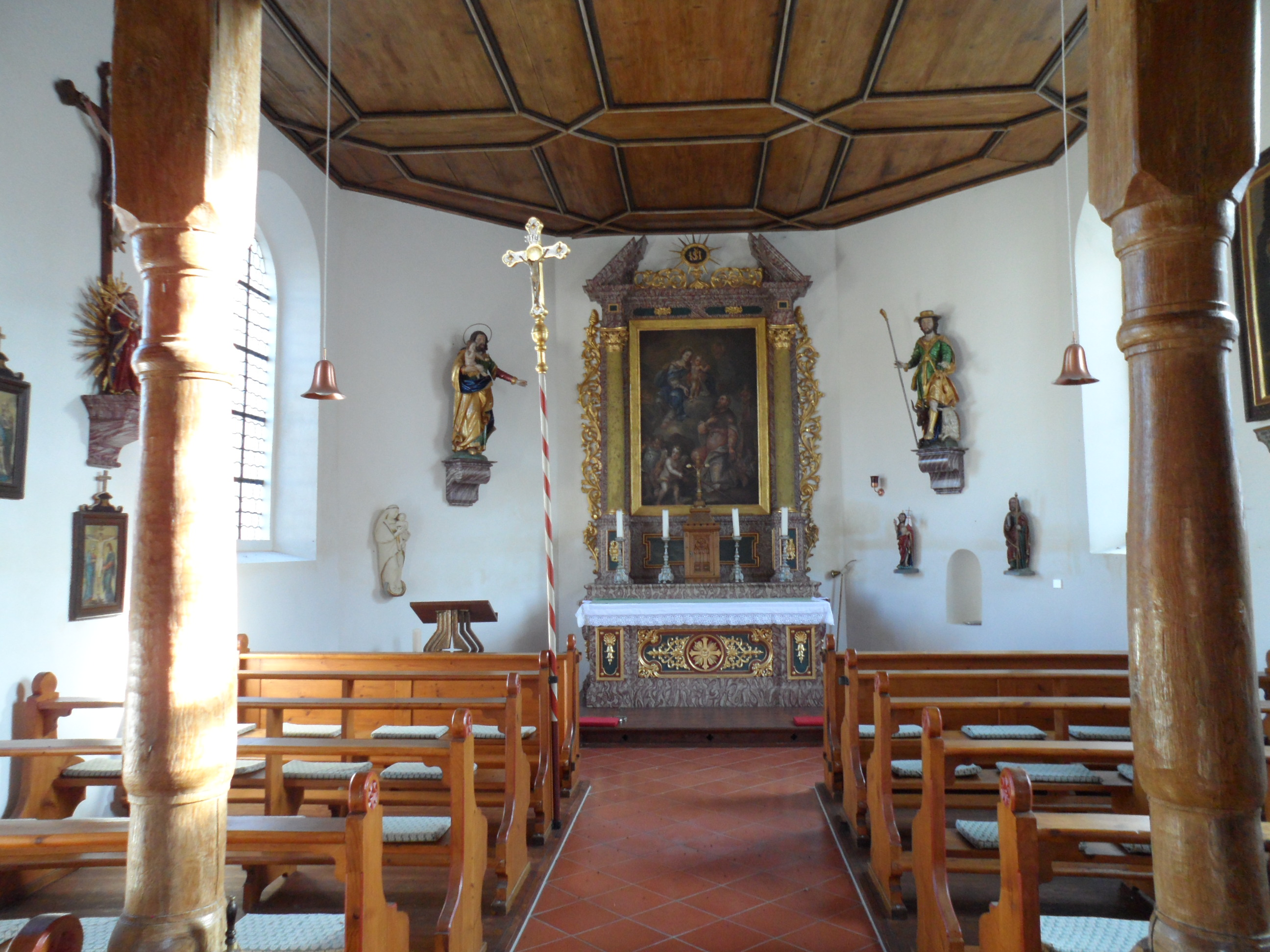
Blick zum Altar

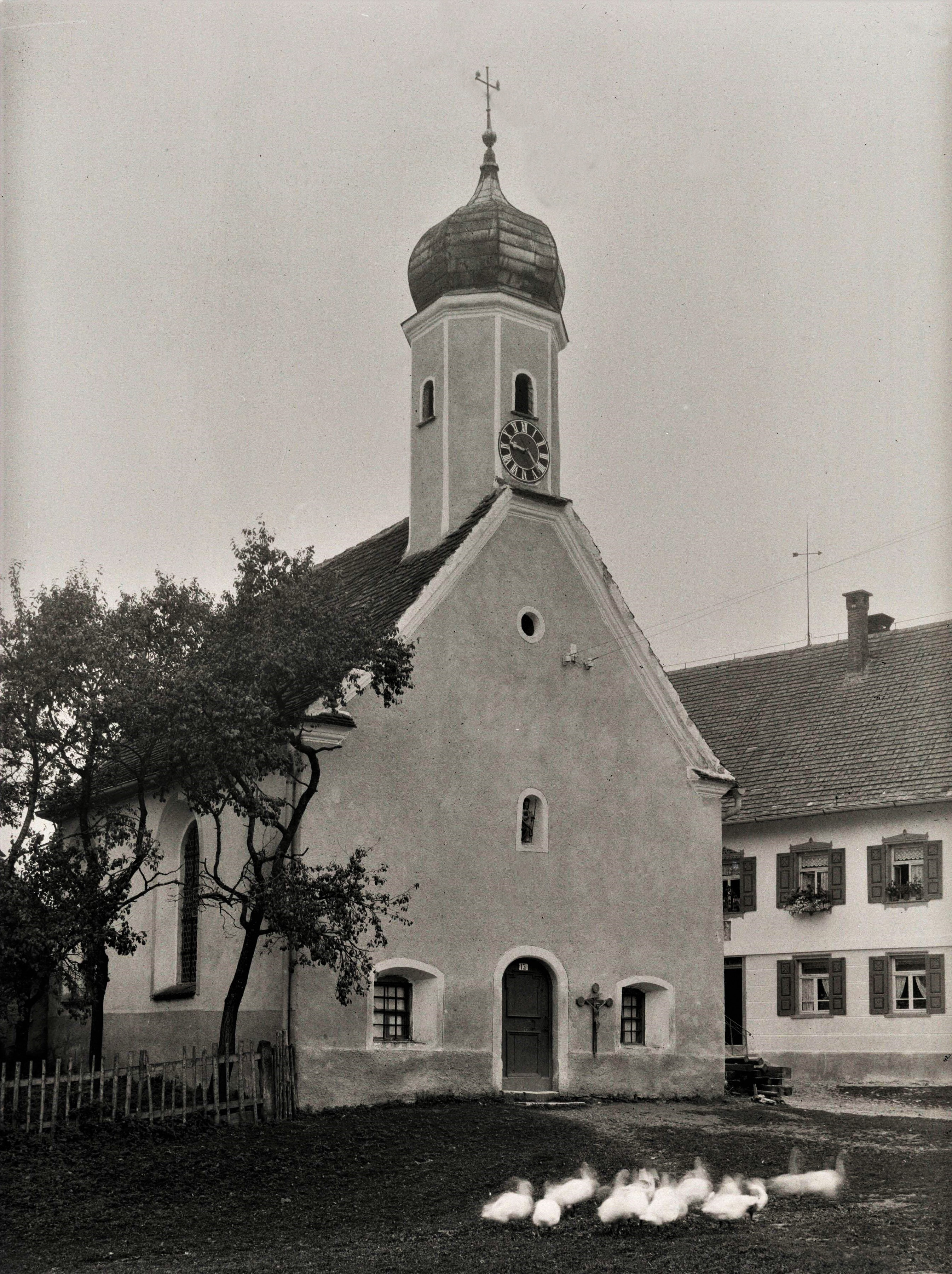
Kapelle St. Jakobus, um 1925

Wegen des desolaten Zustandes wurde die Kapelle 1962 ausgeräumt. Die umfangreichen Renovierungsarbeiten erfolgten erst 1977, wobei nach Entfernung des Holzanstrichs an Kapellendecke, Bänken, Empore usw. das natürliche Holz wieder zu Tage trat. Am 16. Dezember 1978 wurde die Kapelle durch Weihbischof Anton Herre aus Rottenburg und Stadtpfarrer Bühner, Hayingen wieder geweiht.
Vorausgegangen war 1978 die Öffnung des Kapellenaltars durch Stadtpfarrer Bühner. Er fand dabei unter anderem ein Trinkglas, in dem sich auf Pergament die lateinische Weiheurkunde von 1736 befand. Der Text nennt unter anderem die Namen aller beteiligten Heiligen. Die Urkunde sowie Angaben über die Arbeiten im Jahr 1978 wurden bei der Einweihung der Kapelle wieder in den Altar eingemauert.
Das Patrozinium der Kapelle St. Jakobus ist der 25. Juli.
Die Kapelle steht unter Denkmalschutz.

## Ausstattung
Die Kapelle in Oberwilzingen birgt heute folgende Kunstwerke:
- Das Altarbild zeigt Mariä Aufnahme in den Himmel.
- St. Wendelin mit Hirtenstab und 2 Schafen.
- St. Josef mit Jesuskind und Weltkugel (es fehlt die Lilie in der Hand).
- St. Jakobus mit Pilgerstab, Mantel und Buch.
- Der Auferstandene Christus mit Nägelmalen und Siegesfahne.
- Kruzifix darunter Mater Dolorosa (Mutter der Schmerzen) an der linken Seitenwand.
- 1696 gestiftetes Gemälde an der rechten Seitenwand: Kindermord in Betlehem durch König Herodes dem Großen (Matthäus 2,16).
- 14 Bildtafeln des Kreuzwegs an der Empore und den Seitenwänden.
- Votivbild von 1728 als Dank für die überstandene Viehseuche.
- Votivbild von 1840 zu Ehren der Dreifaltigkeit und von Jesus, Maria und Joseph.